# Renkavle
Renkavle (Alopecurus myosuroides) är en växtart i familjen gräs. Ursprungligen härstammar det från Medelhavsområdet. Idag är det ett verkligt stort ogräsproblem i många europeiska länder då det lätt bildar resistens mot ogräsmedel. Det har historiskt spridits med framför allt gräsutsäde. Det är på frammarsch i Sverige.

## Beskrivning
Renkavle har gulvita ståndarknappar som hänger utanför axen efter axgången. Axen är till en början gröna men övergår sedan till brunvioletta. Renkavle kan förväxlas med ängskavle och kärrkavle. Den största skillnaden på ängskavlen är att den är mer luden, har mindre ax och växer sällan på åkermark. Kärrkavlen är mer kortvuxen och har knäböjda strån. 

## Åtgärder
Renkavle gror på hösten och främjas vid höstsådda grödor och vid reducerad jordbearbetning. Detta då fröna stannar kvar relativt nära markytan. Det är även viktigt att rengöra redskap efter infekterade fält så inte fröna sprids vidare.